# Ron Livingston
Ronald Joseph Livingston (Cedar Rapids, 5 giugno 1967) è un attore statunitense.

## Biografia
Nato nell'Iowa, figlio di Linda e Kurt Livingston, il padre è un ingegnere aerospaziale, ha un fratello, John, e una sorella, Jennifer. Diplomatosi alla Marion High School, in seguito frequenta l'Università Yale, dove studia teatro ed inglese. Terminati gli studi si trasferisce a Chicago, dove inizia a lavorare in teatro. Il suo debutto cinematografico risale al 1992 nel film con Dolly Parton Linea diretta - Un'occasione unica, ma il primo ruolo importante arriva nel 1996 al fianco di Vince Vaughn e Jon Favreau in Swingers. Nel 1999 recita al fianco di Jennifer Aniston nel film Impiegati... male!.
Molto attivo anche in campo televisivo, recita nella miniserie Band of Brothers - Fratelli al fronte e nella serie televisiva The Practice, interpretando inoltre lo scrittore Jack Berger in Sex and the City. Inoltre ha recitato nei film Il ladro di orchidee, The Cooler, Tutte le ex del mio ragazzo, Relative Strangers - Aiuto! sono arrivati i miei, Music Within e Shimmer Lake. Ha lavorato nelle serie televisive JAG - Avvocati in divisa, Standoff e Defying Gravity - Le galassie del cuore, ed ha partecipato al film Un amore all'improvviso con Eric Bana e Rachel McAdams. Dal 2017 è il protagonista della serie Loudermilk e dal 2018 è membro del cast della serie A Million Little Things.

## Filmografia

### Cinema
- Linea diretta - Un'occasione unica (Straight Talk), regia di Barnet Kellman (1992)
- Swingers, regia di Doug Liman (1996)
- Campfire Tales - Racconti del terrore (Campfire Tales), regia di Matt Cooper, Martin Kunert, David Semel (1996)
- Impiegati... male! (Office Space), regia di Mike Judge (1999)
- Body Shots, regia di Michael Cristofer (1999)
- La voce degli angeli (A Rumor of Angels), regia di Peter O'Fallon (2000)
- Mai dire sempre (Buying the Cow), regia di Walt Becker (2002)
- Il ladro di orchidee (Adaptation), regia di Spike Jonze (2002)
- The Cooler, regia di Wayne Kramer (2003)
- Tutte le ex del mio ragazzo (Little Black Book), regia di Nick Hurran (2004)
- Pretty Persuasion, regia di Marcos Siega (2005)
- Relative Strangers - Aiuto! sono arrivati i miei (Relative Strangers), regia di Greg Glienna (2006)
- Music Within (2007)
- American Crude - Follie in America (American Crude), regia di Craig Sheffer (2008)
- Un amore all'improvviso (The Time Traveler's Wife), regia di Robert Schwentke (2009)
- A cena con un cretino (Dinner for Schmucks), regia di Jay Roach (2010)
- Amore a mille... miglia (Going the Distance), regia di Nanette Burstein (2010)
- 10 Years, regia di Jamie Linden (2011)
- L'incredibile vita di Timothy Green (The Odd Life of Timothy Green), regia di Peter Hedges (2012)
- L'evocazione - The Conjuring (The Conjuring), regia di James Wan (2013)
- Drinking Buddies - Amici di bevuta (Drinking Buddies), regia di Joe Swanberg (2013)
- Parkland, regia di Peter Landesman (2013)
- The Pretty One, regia di Jenée LaMarque (2013)
- The End of the Tour - Un viaggio con David Foster Wallace (The End of the Tour), regia di James Ponsoldt (2015)
- Un tranquillo weekend di mistero (Digging for Fire), regia di Joe Swanberg (2015)
- Come ti rovino le vacanze (Vacation), regia di John Francis Daley e Jonathan Goldstein (2015)
- James White, regia di Josh Mond (2015)
- La quinta onda (The 5th Wave), regia di J Blakeson (2016)
- Shimmer Lake, regia di Oren Uziel (2017)
- Lucky, regia di John Carroll Lynch (2017)
- Tully, regia di Jason Reitman (2018)
- L'uomo che uccise Hitler e poi il Bigfoot (The Man Who Killed Hitler and Then the Bigfoot), regia di Robert D. Krzykowski (2018)
- Arrivederci professore (The Professor), regia di Wayne Roberts (2018)
- Holly dorme da noi (Joshua Friedlander), regia di Joshua Friedlander (2020)
- Il bar delle grandi speranze (The Tender Bar), regia di George Clooney (2021)
- The Estate, regia di Dean Craig (2022)
- The Flash, regia di Andy Muschietti (2023)
- Una torta per l'uomo giusto (Sitting in Bars with Cake), regia di Trish Sie (2023)

### Televisione
- JAG - Avvocati in divisa (JAG) - serie TV, 1 episodio (1995)
- The Practice - Professione avvocati (The Practice) - serie TV, 12 episodi (2001-2002)
- Band of Brothers - Fratelli al fronte (Band of Brothers) - serie TV, 10 episodi (2001)
- Sex and the City - serie TV, 8 episodi (2002-2003)
- Dr. House - Medical Division (House, M.D.) – serie TV, episodio 2x04 (2005)
- I Griffin (Family Guy) - serie TV, 1 episodio (2006) - voce
- Standoff - serie TV, 18 episodi (2006-2007)
- Defying Gravity - Le galassie del cuore (Defying Gravity) - serie TV, 13 episodi (2009)
- Game Change - film TV, regia di Jay Roach (2012)
- Boardwalk Empire - L'impero del crimine (Boardwalk Empire) - serie TV, 12 episodi (2013)
- Search Party - serie TV, 10 episodi (2016)
- Loudermilk - serie TV, 30 episodi (2017-2020)
- A Million Little Things - serie TV (2018-in corso)

## Doppiatori italiani
Nelle versioni in italiano delle opere in cui ha recitato, Ron Livingston è stato doppiato da:
- Massimo De Ambrosis in Mai dire sempre, Band of Brothers - Fratelli al fronte, Standoff, Tully, Arrivederci professore, Un milione di piccole cose, The Flash
- Francesco Bulckaen in Defying Gravity - Le galassie del cuore, Game Change, The Conjuring - L'evocazione, La quinta onda, The Estate
- Christian Iansante in The Cooler, Sex and the City, Come ti rovino le vacanze
- Fabio Boccanera in Swingers, Un amore all'improvviso, The Practice - Professione avvocati
- Francesco Prando in Relative Strangers - Aiuto! sono arrivati i miei, Boardwalk Empire - L'impero del crimine
- Massimo Rossi in Dr. House - Medical Division, L'incredibile vita di Timothy Green
- Vittorio Guerrieri in Parkland, The Pretty One
- Edoardo Nordio in A cena con un cretino
- Giorgio Borghetti in Campfire Tales - Racconti del terrore
- Luca Sandri in 44 Minutes: The North Hollywood Shoot-Out
- Oreste Baldini in Impiegati... male!
- Massimiliano Manfredi in Amore a mille... miglia
- Massimiliano Virgilii in American Crude - Follie in America
- Raffaele Palmieri in Saints & Strangers
- Roberto Accornero in L'uomo che uccise Hitler e poi il Bigfoot
- Stefano Benassi in Il bar delle grandi speranze
- Vittorio De Angelis in Tutte le ex del mio ragazzo
- Walter Rivetti in Lucky